# Evert Van Eyck
Evert Van Eyck (10 januari 2005) is een Belgisch basketballer.

## Carrière
Van Eyck speelde in de jeugd van BCT Overijse en Bavi Vilvoorde. Hij speelde vanaf 2021 mee met de eerste ploeg van Vilvoorde. In 2023 maakte hij de overstap naar Kangoeroes Mechelen en Guco Lier waar hij met een dubbelle licentie ging spelen. Met Mechelen maakte hij zijn debuut in de BNXT League. Aan het einde van het seizoen 2024/25 maakte hij de overstap naar Brussels Basketball. Hij speelde dat seizoen ook op dubbele licentie bij derdeklasser BC Asse-Ternat.

### Nationale ploeg
Van Eyck was een jeugdinternational voor de Belgische nationale ploegen.